# Margaret Courtney-Clarke
Margaret Courtney-Clarke, née à Swakopmund en 1949, est une photographe namibienne qui célèbre notamment l'art des femmes africaines. Après plusieurs décennies d'activités artistiques multiples en Afrique du Sud, en Italie et aux États-Unis, elle revient s'installer à Swakopmund en 2009.

## Biographie
Issue d'une famille d'origine anglo-irlandaise, Margaret Courtney-Clarke est née en Namibie. Elle fait ses études d'abord au Natal College for Advanced Technical Education de Durban, puis à l'Académie des Beaux Arts de Rome et à l'université de New York. Elle est successivement designer, galeriste, photojournaliste et photographe pour différents magazines.

## Expositions
Margaret Courtney-Clarke participe à plusieurs dizaines d'expositions collectives et tient une trentaine d'expositions personnelles (Afrique du Sud, Allemagne, Argentine, Danemark, États-Unis, Italie, Japon, Namibie, Suisse).

## Publications
Parmi ses ouvrages les plus connus, traduits en cinq langues et souvent réimprimés en l'espace de vingt ans, figure une trilogie sur les réalisations des femmes africaines (peintures murales, perles, paniers) à la fois fonctionnelles et esthétiques, semblables et différentes, traditionnelles mais désormais en voie de disparition : Ndebele (1986), Tableaux d'Afrique (1990) et Imazighen (1996).
- 1981 : Cape Dutch Homesteads, en collaboration avec David Goldblatt et John Kench (Struik, Afrique du Sud)
- 1986 : Ndebele: The Art of an African Tribe (préface de David Goldblatt, Rizzoli, New York) traduit en français sous le titre Ndebele. L'Art d'une tribu d’Afrique du Sud (Arthaud 1991, 2002) ; compte-rendu par Sophie Dulucq, Clio. Histoire‚ femmes et sociétés, 6, 1997, [lire en ligne]
- 1990 : African Canvas: The Art of West African Women (préface de Maya Angelou, Rizzoli, New York), traduit en français sous le titre Tableaux d'Afrique. L’Art mural des femmes de l'Ouest (Arthaud, 1990)
- 1996 : My Painted House, My Friendly Chicken and Me (texte de Maya Angelou, Clarkson Potter; 2002 Crown/Random House)
- 1996 : Imazighen: The Vanishing Traditions of Berber Women (Clarkson Potter, États-Unis)
- 1997 : Kofi and His Magic (texte de Maya Angelou, Clarkson Potter ; 2002 Crown/Random House)
- 1997 : Places in the Sand (Monacelli Press, New York)
- 1999 : Maya Angelou: The Poetry of Living (préface d'Oprah Winfrey, Clarkson Potter, New York/Virago, Royaume-Uni)
- 2017 : Cry Sadness Into the Coming Rain (préface de David Goldblatt, essai de Sean O'Toole (Steidl, Allemagne)

## Récompenses et distinctions
Son œuvre a été souvent récompensée.
- 1986 : Médaille d'or de Photo Design (États-Unis)
- 1987 : Médaille d'argent de l'Art Directors Club (États-Unis)
- 1993 : Nomination pour le César du meilleur court métrage, Black Penelope (France)
- 1994 : Entertainment Weekly's award for “10 best of the year” (États-Unis)
- 1994 : Prix du livre pour enfants de la New York Public Library (États-Unis)
- 1994 : The Year’s 10 Best Books for distinguished achievement in Children’s Literature (États-Unis)
- 1994 : Prix du meilleur livre de l'Oppenheim Toy Portfolio (en) (États-Unis)
- 1997 : Children’s Book of Distinction, Hungry Mind Review (en) (États-Unis)
- 2002 : Médaille de bronze Kodak, pour le calendrier Colors of Africa (Allemagne)